# Byrrhus macrosetosus
Byrrhus macrosetosus là một loài bọ cánh cứng trong họ Byrrhidae. Loài này được Paulus miêu tả khoa học năm 1971.